# Petrenkó János
Petrenkó János (Ózd-Bánszállás, 1940. március 30. – Eger, 2020. február 29.) magyar vállalkozó, politikus. 1990 és 1994 között a Magyar Szocialista Párt országgyűlési képviselője.

## Életpályája
1940. március 30-án született az Ózdhoz tartozó Bánszálláson. Apja Petrenkó György, anyja Král Jolán volt. 1955 és 1979 között elektrolakatosként dolgozott az Ózdi Kohászati Üzemekben. 1979-től kisiparosként tevékenykedett. 1987-ben BNV-nagydíjat kapott. 1990-től a PEKO Acélipari Művek tulajdonosa, 1992-től a Pekonit Rt. résztulajdonosa volt. 187 újítása és hét szabadalma volt munkássága során. 1962-től MSZMP-, 1989-től MSZP-tag volt. 1990-ben az MSZP színeiben a Borsod megyei listáról került az országgyűlésbe, ahol 1994-ig tevékenykedett, 1992 és 1994 között már független képviselőként. 1992 májusa és júliusa között a Liberális Polgári Szövetség – Vállalkozók Pártja tagja, június-júliusban alelnöke volt. 1992 novemberében a Köztársaság Párt alapítója volt, melynek egy évig volt a tagja.